# Facultad de Medicina de Valladolid
La Facultad de Medicina de la Universidad de Valladolid está situada en Valladolid, creada a principios del siglo XV gracias a un privilegio concedido por Enrique III de Castilla, es la primera facultad de Medicina de España. Además del Grado en Medicina, se imparten los estudios de Logopedia, Nutrición Humana y Dietética, Ingeniería Biomédica y, desde el año 2021, Biomedicina y Terapias Avanzadas. En ella estudiaron o impartieron clase personajes ilustres como Pío del Río Hortega, Misael Bañuelos, León Corral y Maestro, Félix Rodríguez de la Fuente o Salvino Sierra entre otros. Comparte edificio con la Facultad de Enfermería.

## Historia
Hasta el siglo XV, la enseñanza de la Medicina en España se realizaba en el seno de los denominados Estudios Menores equiparándose con disciplinas como la alquimia, la astrología o la botánica. El 9 de junio de 1404, el rey Enrique III de Castilla concedió un privilegio real por el que se creó la cátedra de Medicina de Valladolid. Este privilegio es la prueba más antigua que atestigua el paso de los estudios de medicina desde los Estudios Menores hasta los Estudios Mayores, igualándose con otras materias como teología o leyes. Por ello, se considera que la facultad de Medicina de la Universidad de Valladolid es la más antigua de España.
No se conservan expedientes de estudiantes anteriores al año 1546. Durante el siglo XVI, las lecciones de la Facultad de Medicina se impartían en el edificio histórico de la Universidad, en las aulas situadas hacia el Corral de las Doncellas. En esta época el plan de estudios tenía una duración cuatro años, a lo largo de los cuales los alumnos tenían que demostrar que habían asistido a las actividades académicas.
En 1550, se creó en Valladolid la primera cátedra de Anatomía humana en España y la tercera del mundo en la que se realizaron disecciones de cadáveres humanos, bajo la dirección de Alonso Rodríguez de Guevara, para la enseñanza de esta disciplina según el método de la anatomía descriptiva de Andrés Vesalio, gracias a un permiso firmado por Carlos I de España, conservado en el Archivo General de Simancas:

«En cumplimiento de lo cual dichas universidades enviaron sus pareceres y vistos en el nuestro Consejo y porque por ellos consta que hay mucha necesidad y conviene para la salud humana que se haga la dicha anatomía, he consultado con la Serenísima Reina de Bohemia fue acordado que debíamos mandar dar esta nuestra carta por la cual damos licencia y facultad para que en los meses de Noviembre, Diciembre, Enero y Febrero de cada año se pueda hacer anatomía de un cuerpo de los que se condenasen por delitos graves a pena de muerte y se ejecutase en ellos la dicha pena, o de los que muriesen en alguno de los hospitales, cual pareciese que más conviene a los médicos de la Universidad de esa dicha villa»

Para tal efecto, se inauguró la primera sala de disección del mundo de habla hispana, tal y como se recuerda en una placa de mármol blanco situada en la sala inaugurada, ya en las nuevas instalaciones construidas en el siglo XIX, y colocada allí a instancias de León Corral y Maestro en 1919 cuando era Catedrático de Anatomía Salvino Sierra:

Anatomices practicae catedra
prima hispaniarum erecta
anno. DNI. MDL
Carolo. I. regnante

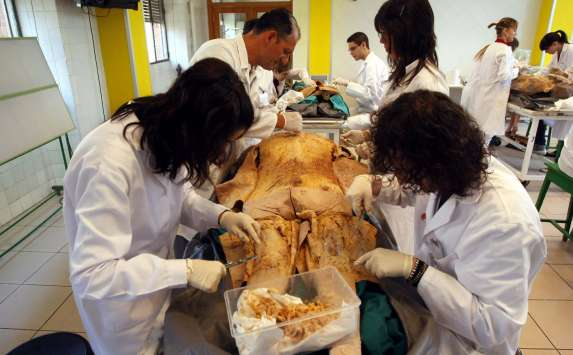
Prácticas de disección en la Facultad de Medicina de la Universidad de Valladolid.

En 1551 se publicó en Valladolid el primer libro de anatomía en castellano: el Libro de la anatomía del hombre de Bernardino Montaña de Monserrate. Hasta finales del siglo XVI, existían cuatro cátedras: dos vitalicias, Prima y Víspera, y dos pequeñas y no permanentes de las disciplinas de Medicina y Anatomía.  En 1594 se creó la cátedra de Cirugía, por orden de Felipe II, junto con las cuatro que ya existían.
En el siglo XVII, Gaspar Bravo de Sobremonte, considerado el más célebre médico español de su época, defendió en la Facultad el nuevo modelo de circulación de la sangre de William Harvey. Hasta el año 1771 la enseñanza en la Facultad de Valladolid siguió los principios hipocráticos, usando los métodos de Galeno y Avicena. Ese mismo año se comenzaron a utilizar otras fuentes tales como Herman Boerhaave y sus discípulos de la escuela holandesa. Hasta el siglo XVIII, ser profesor de la Facultad era merecimiento suficiente como para ser designado médico de cabecera de reyes como Felipe II o Felipe III y algunos de ellos lograron una gran influencia.
Debido a la promulgación en 1807 de la ley de la reforma de la Universidad, fueron eliminadas todas las Facultades de Medicina españolas excepto las Facultades de Salamanca y Valencia. En 1808, el inicio de la Guerra de la Independencia Española y la invasión napoleónica, impidieron la puesta en vigor efectiva de la nueva ley y los estudios de Medicina en Valladolid continuaron. Con el fin de la guerra y la llegada de Fernando VII al trono, se elaboró un nuevo plan general de Universidades mediante el cual se permitía a la Universidad de Valladolid conceder la graduación en medicina. En 1827 fue añadido el nuevo ámbito de la cirugía.

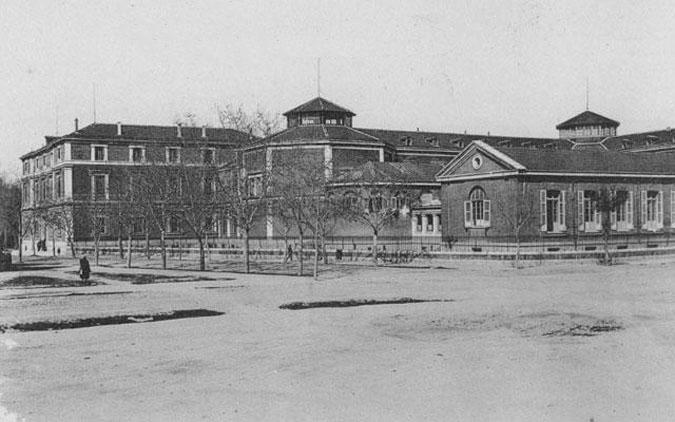
Antiguo edificio de la Facultad de Medicina, del que se conserva el pabellón anatómico, y Hospital Provincial de Valladolid, hacia 1889.

En el siglo XIX, el Ministerio de Sanidad y la Diputación de Valladolid, encomendaron a Teodosio Torres el proyecto de construcción del edificio de la Facultad de Medicina y un hospital en el Prado de la Magdalena, lugar de recreo de situado al norte del casco histórico de la ciudad, limitado en su entorno por el Palacio de los Vivero, la iglesia parroquial de San Pedro, el convento de la Madre de Dios, la Iglesia de Santa María Magdalena y el Monasterio de las Huelgas Reales. El complejo se organizaba alrededor de un patio que separaba la Facultad y el hospital. Actualmente, se conserva parte del hospital, rehabilitado para usos administrativos, y el pabellón anatómico de la Facultad.
En 1845 se suspendió la enseñanza de medicina y cirugía en Valladolid y la Facultad fue trasladada a Salamanca. En 1857, el entonces Ministro de Educación, Claudio Moyano, restableció oficialmente la Facultad de Medicina de nuevo en Valladolid.
En octubre de 1889 se inauguraron las nuevas instalaciones de la Facultad en su actual emplazamiento y del Hospital Provincial. En el año 1960 se construyó el edificio del bloque central, conservándose de la antigua facultad únicamente el ala de anatomía. Asimismo se edificaron las instalaciones anexas donde, tiempo después, se reubicaría la Escuela Universitaria de Enfermería.
Durante los últimos años del régimen franquista, la facultad fue uno de los centros más activos del movimiento estudiantil. Las protestas y manifestaciones celebradas en aquellos años terminaron con el cierre temporal de la facultad en 1972. En 1974, los estudiantes de Medicina organizaron un recital de Raimon y un festival con la presencia de Oskorri y Elisa Serna que pese a la asistencia de 2000 personas tuvo que ser suspendido. En 1975 como respuesta a la condena de siete estudiantes vallisoletanos, representantes de todos los centros universitarios llevaron a cabo un encierro en el Hospital Provincial que terminó con el desalojo y detención por parte de la policía. El 29 de enero del mismo año el rector de la Universidad, el catedrático de ginecología y obstetricia José Ramón del Sol Fernández acudió a dar clase a la facultad pero se encontró con un aula vacía. A su salida de la facultad fue objeto de una lluvia de huevos lanzada por un grupo de estudiantes que le esperaban al grito de ¡Dimisión!, ¡Dimisión!. Desde el 8 de febrero y hasta el 26 de mayo de 1975 la facultad, al igual que el resto de centros de la Universidad, permaneció cerrado por orden ministerial en un intento de disminuir la capacidad de actuación de los movimientos estudiantiles.
El 3 de enero de 1978 se inauguró al lado de la Facultad el Hospital Clínico Universitario, sustituto del antiguo Hospital Provincial.

## Descripción
El Aula Magna Pío del Río Hortega tiene aforo para 450 personas, posee asimismo tres salas de conferencias; una para 250 y otras dos para 70 personas. Cuenta con diez aulas con capacidad de 130 estudiantes y 40 sillas, una sala de conferencias para postgraduados con una capacidad de 64 personas y 6 pequeñas salas con 20 a 30 butacas.
La Biblioteca de la Facultad cuenta con más de 25.000 volúmenes y posee salas de lectura para 450 personas. Existe también una hemeroteca, suscrita a más de 200 publicaciones y un sistema automático de búsqueda de información. Cuenta con una sala audiovisual con capacidad para 40 personas, un aula informática con capacidad para 30 y una clase de técnicas de emergencias para 30 estudiantes.
La Facultad posee un animalario, dirigida por un cirujano veterinario, equipado con los medios para alimentar y cuidar, según las recomendaciones de la Unión Europea, ratas, conejos, perros y cerdos.
Existen una serie Hospitales Universitarios y Asociados y centros de Salud de Valladolid en los que se desarrollan actividades docentes de la Facultad gracias a un convenio suscrito entre la Universidad y el Sacyl; el Hospital Clínico Universitario de Valladolid, el Hospital Universitario Río Hortega de Valladolid, el Hospital General Yagüe de Burgos, el Hospital Río Carrión de Palencia, el Hospital General de Soria, el Hospital Comarcal de Medina del Campo, el Hospital de León y el Hospital General de Segovia.

## Organización
Las autoridades académicas de la Facultad, y en concreto el Decano, son los responsables del cumplimiento y organización de los planes de estudios, aprobados por la Junta de Facultad. Esta Junta, a su vez está formada por el equipo decanal, catedráticos y profesores titulares de la Universidad y representantes de estudiantes, personal de administración y servicios, directores de hospital e institutos asociados.
Además, las antiguas cátedras de la Facultad se organizan en diferentes áreas docentes, a excepción del área de Bioestadística, que se incluye en otro departamento ajeno a la Facultad. Actualmente estas áreas están agrupadas en 8 departamentos:
- Departamento de Anatomía y Radiología.
- Departamento de Bioquímica y Biología Molecular y Fisiología.
- Departamento de Biología Celular, Histología y Farmacología.
- Departamento de Anatomía Patológica, Microbiología, Medicina Preventiva y Salud Pública y Medicina Legal y Forense.
- Departamento de Pediatría e Inmunología, Obstetricia y Ginecología, Nutrición y Bromatología, Psiquiatría e Historia de la Ciencia.
- Departamento de Medicina.
- Departamento de Cirugía, Oftalmología, Otorrinolaringología y Fisioterapia.
- Departamento de Estadística e Inv. Operativa.

## Institutos y unidades de investigación

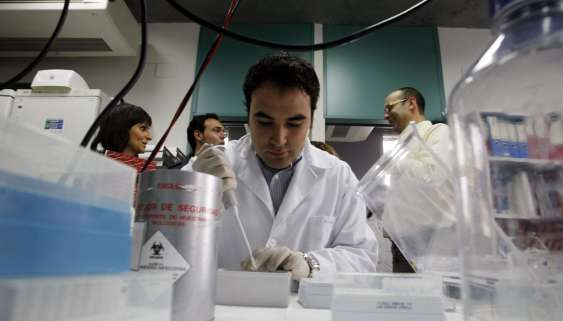
Instituto de Biología Genética y Molecular (IBGM) asociado a la Facultad.

Asociados a la Facultad de Medicina, se encuentran diversos centros de investigación sanitaria: el Instituto de Oftalmología Aplicada (IOBA), creado en 1994 centrado en el diagnóstico y métodos terapéuticos relativos a las enfermedades oculares y su aplicación práctica; el Instituto de Farmacoepidemiología (IFE), dedicado a la investigación sobre la seguridad y los efectos de los medicamentos en la población; el Instituto de Ciencias Médicas (ICIME); el Instituto de Biología y Genética Molecular (IBGM), centro mixto adscrito al Consejo Superior de Investigaciones Científicas (CSIC) que desarrolla alrededor de veinte líneas de investigación, centradas en el estudio de la fisiopatología molecular y celular de enfermedades cardiovasculares, respiratorias, metabólicas, neurodegenerativas y tumorales de alta incidencia o el Centro Nacional de la Gripe.

## Colección de Ciencias Biomédicas (MUVa)

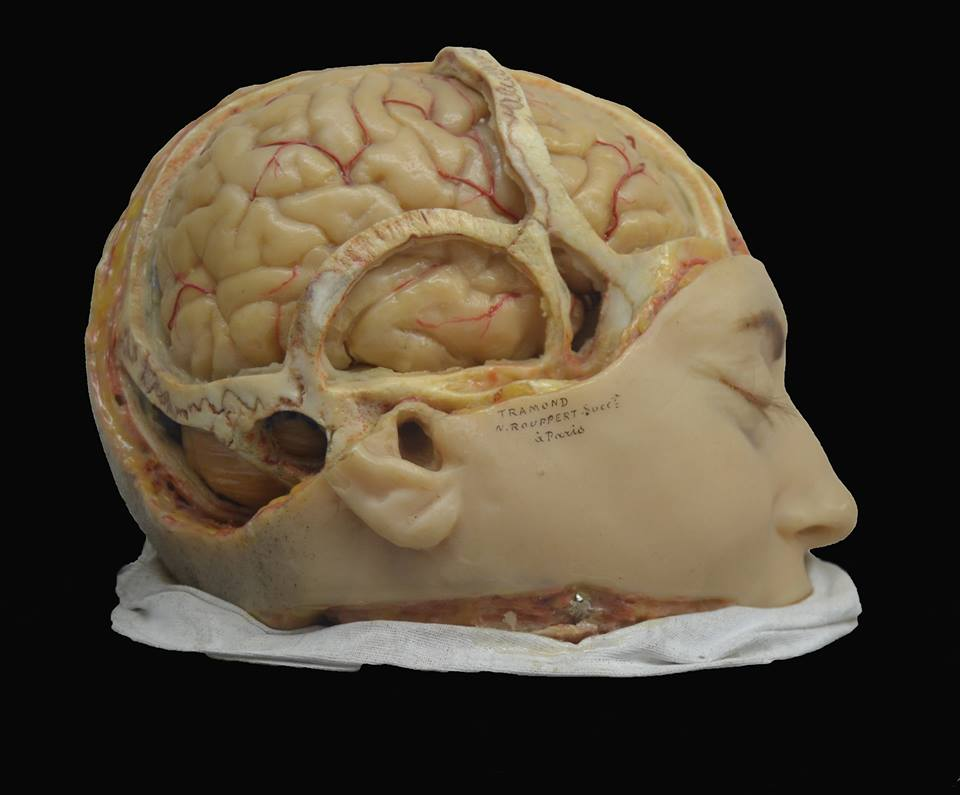
Modelo en cera de cerebro humano, Tramond, sg. XIX. Col. de Ciencias Biomédicas del MUVa

Una de las tres colecciones que componen el Museo de la Universidad de Valladolid (MUVa), la de Ciencias Biomédicas, se encuentra ubicada en esta facultad. Incluye secciones de Anatomía, Histología y Oftalmología. 
La primera tiene su origen en lo dispuesto en la ley de Educación de 1857 y hay constancia de la existencia de piezas anatómicas adquiridas para el museo anatómico en 1861 por orden el decano de la facultad Dr. Laorden. Desde entonces y hasta nuestros días las colecciones se han incrementado de manera paulatina, especialmente durante el periodo del Dr. Salvino Sierra, pero sin interrupción. Comprenden modelos en cera, escayola, papier maché, madera y plástico; instrumental científico y médico; material gráfico utilizado con fines docentes; preparaciones naturales; botamen de farmacia, y una gran colección osteológica integrada por más de 8.000 huesos. 
Esta colección está abierta a la comunidad universitaria y al público en general de lunes a viernes de 10 a 14 h. La entrada es libre.

## Colectivos
- La Academia de Alumnos Internos es la asociación más antigua de la Universidad de Valladolid al ser fundada en 1897.[13] Los miembros de la academia realizan prácticas en diferentes servicios de los hospitales asociados o en alguno de los departamentos de la Facultad. La academia organiza cursos y conferencias sobre temas médicos a lo largo del curso y edita su propia revista; Clínica.

- La Asociación Internacional de Estudiantes de Medicina de la Universidad de Valladolid (AIEME- Valladolid), está integrada en la Federación Española de Asociaciones de Estudiantes de Medicina para la Cooperación Internacional (IFMSA-Spain), a su vez está afiliada, junto a otros 85 países, Federación Internacional de Asociaciones de Estudiantes de Medicina. AIEME desarrolla programas de intercambio de estudiantes de Medicina en todo el mundo y con hospitales asociados. La sede de IFMSA- Spain se encuentra en la Facultad de medicina de Valladolid puesto que fue la primera facultad española en adherirse a este programa internacional.

- En la Facultad se halla la sede legal y física de IFIMSA-Spain.

## Titulaciones

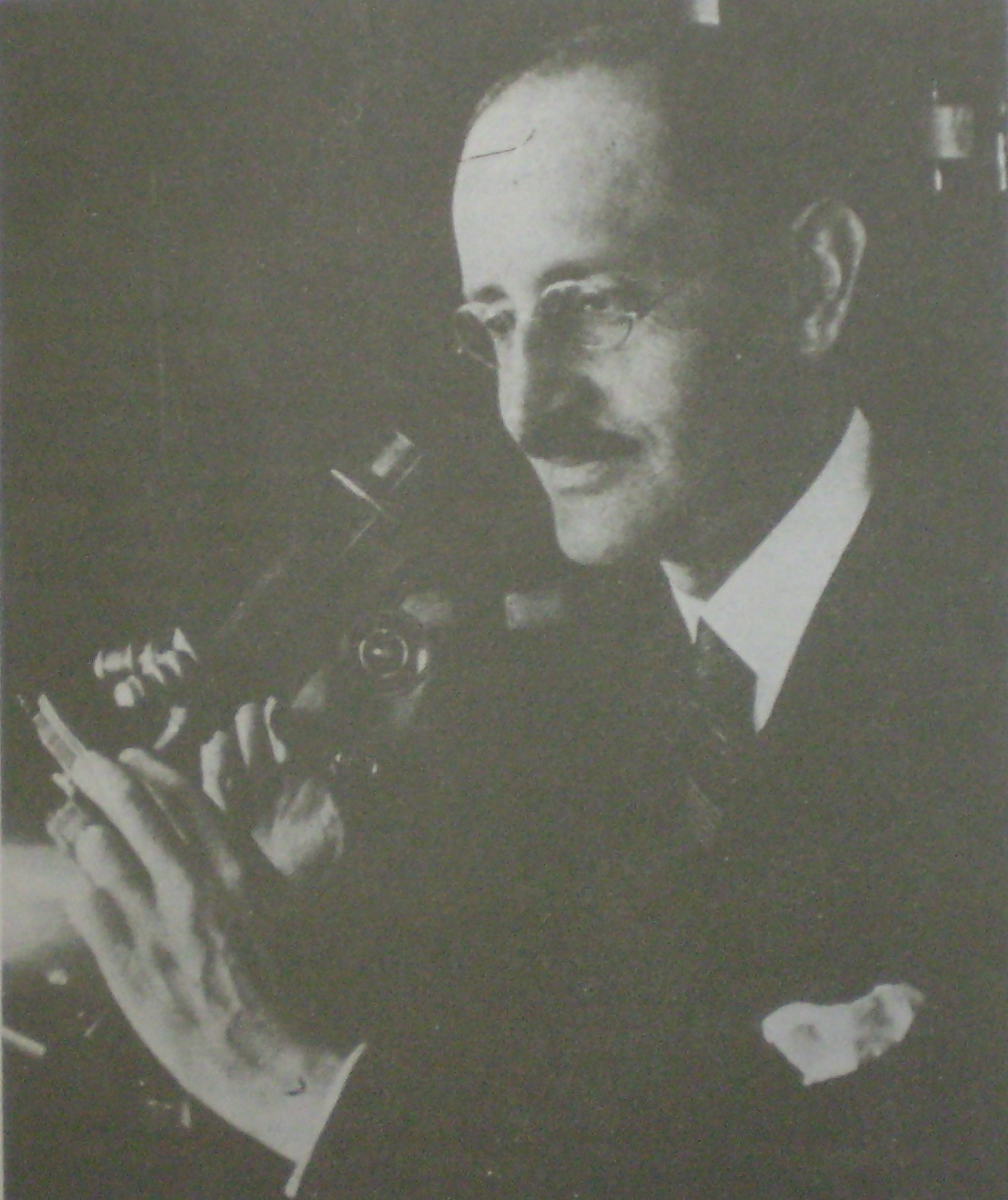
Pío del Río Hortega en 1924.

En la Facultad se imparten las siguientes titulaciones:
- Grado en Medicina
- Grado en Nutrición Humana y Dietética[15]
- Grado en Logopedia[16]
- Grado en Ingeniería Biomédica[17]
- Grado en Biomedicina y Terapias Avanzadas[18]

## Personajes ilustres
Entre los célebres alumnos o profesores que han tenido relación con la facultad de Valladolid se encuentran: Luis de Mercado, médico de cámara de Felipe II y de Felipe III, Gaspar Bravo de Sobremonte, Diniosio Daza Chacón, Antonio Alonso Cortés, Salvino Sierra, Pío del Río Hortega, candidato al premio Nobel de Medicina por sus estudios sobre sistema nervioso, Isaac Costero Tudanca, López Prieto, inventor del microscopio España fabricado por la casa Zeiss, Jerónimo Gómez de la Huerta, Misael Bañuelos, Carlos Amigo Vallejo, León Corral y Maestro, Antonio Vallejo-Nájera, Marcelino Gavilán, Velasco Alonso, Luis O. Canchaya Lazo, Gómez Bosque, Pérez Casas, Sánchez Villares, Beltrán de Heredia, Hipólito Durán Sacristán, Olegario Ortiz, Félix Rodríguez de la Fuente, Benito Herreros, Emilio Zapatero Ballesteros o José María Fidalgo entre otros.